# Gradey Dick
Gradey Reed Dick (Wichita, Kansas; 20 de noviembre de 2003) es un baloncestista estadounidense que pertenece a la plantilla de los Toronto Raptors de la NBA. Con 1,98 metros de estatura, juega en la posición de alero.

## Trayectoria deportiva

### Universidad
Tras participar en su época de secundaria en los prestigiosos McDonald's All-American y Nike Hoop Summit, jugó una temporada con los Jayhawks de la Universidad de Kansas, en la que promedió 14,1 puntos, 5,1 rebotes, 1,7 asistencias y 1,4 robos de balón por partido. Al término de la temporada fue incluido en el segundo mejor quinteto de la Big 12 Conference y en el mejor quinteto freshman. El 31 de marzo de 2023 se declaró para el draft de la NBA, renunciando al resto de su elegibilidad universitaria.

#### Estadísticas
| Año     | Equipo | PJ | PT | MPP  | %TC  | %3P  | %TL  | RPP | APP | ROB | TPP | PPP  |
| ------- | ------ | -- | -- | ---- | ---- | ---- | ---- | --- | --- | --- | --- | ---- |
| 2022–23 | Kansas | 36 | 36 | 32.7 | .442 | .403 | .854 | 5.1 | 1.7 | 1.4 | .3  | 14.1 |
| Total   | Total  | 36 | 36 | 32.7 | .442 | .403 | .854 | 5.1 | 1.7 | 1.4 | .3  | 14.1 |

### Profesional
Fue elegido en la decimotercera posición del Draft de la NBA de 2023 por los Toronto Raptors. El 27 de marzo de 2024, durante una derrota por 145-101 contra los New York Knicks, anotó 23 puntos, el máximo de su carrera, que superó el 10 de abril en una derrota por 106-102 contra los Brooklyn Nets, al anotar 24 puntos.

## Estadísticas de su carrera en la NBA

### Temporada regular
| Año     | Equipo  | PJ  | PT | MPP  | %TC  | %3P  | %TL  | RPP | APP | ROB | TPP | PPP  |
| ------- | ------- | --- | -- | ---- | ---- | ---- | ---- | --- | --- | --- | --- | ---- |
| 2023-24 | Toronto | 60  | 17 | 21.1 | .425 | .365 | .863 | 2.2 | 1.1 | .6  | .0  | 8.5  |
| 2024-25 | Toronto | 54  | 54 | 29.4 | .410 | .350 | .858 | 3.6 | 1.8 | .9  | .2  | 14.4 |
| Total   | Total   | 114 | 71 | 25.0 | .416 | .356 | .859 | 2.9 | 1.5 | .7  | .1  | 11.3 |